# 韶山灌区
韶山灌区主体工程位于中國湖南省湘乡市，为引水灌溉工程。

## 历史
1965年开始建设，1966年建成通水。主体位于湘潭市境内。

## 结构
通过湘江左岸支流涟水中游修建的引水枢纽，引涟水灌溉涟水、涓水、靳水、紫云河4流域农田。共由水府庙水库、洋潭引水枢纽和灌区工程3大部分组成。灌区干渠总长240km，支渠230条，总长160km，斗渠298条，总长920km，通过9处隧洞和26处渡槽将众多水库、山塘连成一体。

## 功用
灌溉湖南省双峰县、湘乡市、韶山市、湘潭县、宁乡县、长沙市岳麓区等县市2500平方公里范围的近6.67万公顷农田，兼具防洪排涝、发电、航运、养殖、供水等综合利用功能。灌区水域常年水质优于中国一类水质标准，现为湘乡市、韶山市的城市水源之一，因湘江存在较严重的污染，湘潭市区也正研究将其作为湘潭市的第2水源的可行性。

## 相关人物
此工程的策划者与指挥者是时任中共湖南省委书记处书记兼中共湘潭地委书记的华国锋。华国锋为渡槽题写了“云湖天河”四字，刻在渡槽与湘潭至韶山公路的立体交汇处的槽身上。华国锋也因为领导修建这一民生工程而再次得到了毛泽东的赏识。